# Departamento de Bucaramanga
El departamento de Bucaramanga es un extinto departamento de Colombia. Fue creado el 5 de agosto de 1908 y perduró hasta el 1 de enero de 1910, siendo parte de las reformas administrativas del presidente de la república Rafael Reyes respecto a división territorial. El departamento duró poco, pues Reyes fue depuesto en 1909 y todas sus medidas revertidas a finales del mismo año, por lo cual las 34 entidades territoriales creadas en 1908 fueron suprimidas y el país recobró la división política vigente en 1905, desapareciendo entonces Bucaramanga como departamento hasta la expedición de la ley del 25 de julio de 1910, fecha en la que el departamento de Santander fue subdividido en dos y nació el de Norte de Santander.

## División territorial

Departamentos de la región de los Santanderes en 1908. Bucaramanga en amarillo.

El departamento estaba conformado por las provincias santanderanas de Soto, Los Santos, García Rovira y Pamplona.
Los municipios que conformaban el departamento eran los siguientes, de acuerdo al decreto 916 del 31 de agosto del año 1908:
- Provincia de Soto: Bucaramanga (capital), California, Floridablanca, Girón, Lebrija, Matanza, Rionegro y Suratá.

- Provincia de Los Santos: Piedecuesta (capital), Cepitá, Guaca, Los Santos, San Andrés y Umpalá.

- Provincia de García Rovira: Málaga (capital), Concepción, Capitanejo, Carcasí, Cerrito, Cucutilla, Enciso, Molagavita, San Miguel, Tequia (hoy San José de Miranda) y Servitá.

- Provincia de Pamplona: Pamplona (capital), Cácota, Chitagá, Labateca, Mutiscua, Silos y Toledo.

Le correspondía además la porción del territorio comprendido entre el río Magdalena, el caño Chocó y el río Lebrija aguas arriba.